# Motor Lublin (piłka nożna) w sezonie 2016/2017
Sezon 2016/2017 był dla Motoru Lublin 10. sezonem na czwartym szczeblu ligowym. W trzydziestu dwóch rozegranych spotkaniach, Motor zdobył 65 punktów i zajął 2. miejsce w tabeli grupy IV (południowo-wschodniej) III ligi. Trenerami zespołu w rundzie jesiennej byli Tomasz Złomańczuk (w pierwszym meczu) oraz Jacek Magnuszewski (w pozostałych spotkaniach), zaś w rundzie wiosennej Marcin Sasal. Najlepszym strzelcem zespołu był obrońca Artur Gieraga, zdobywca 14 bramek.

## Przebieg sezonu

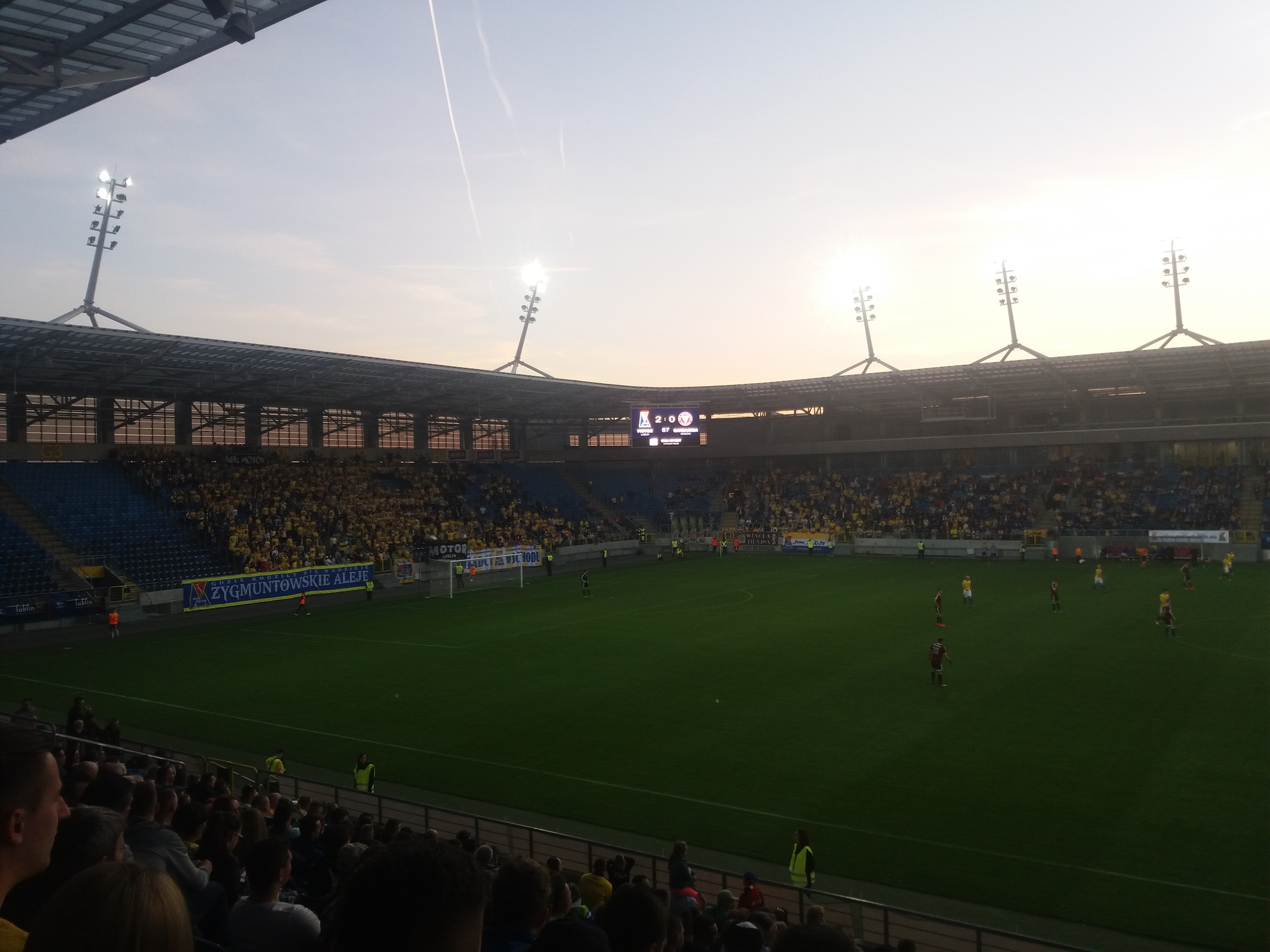
Mecz Motor – Garbarnia Kraków rozegrany 1 kwietnia 2017

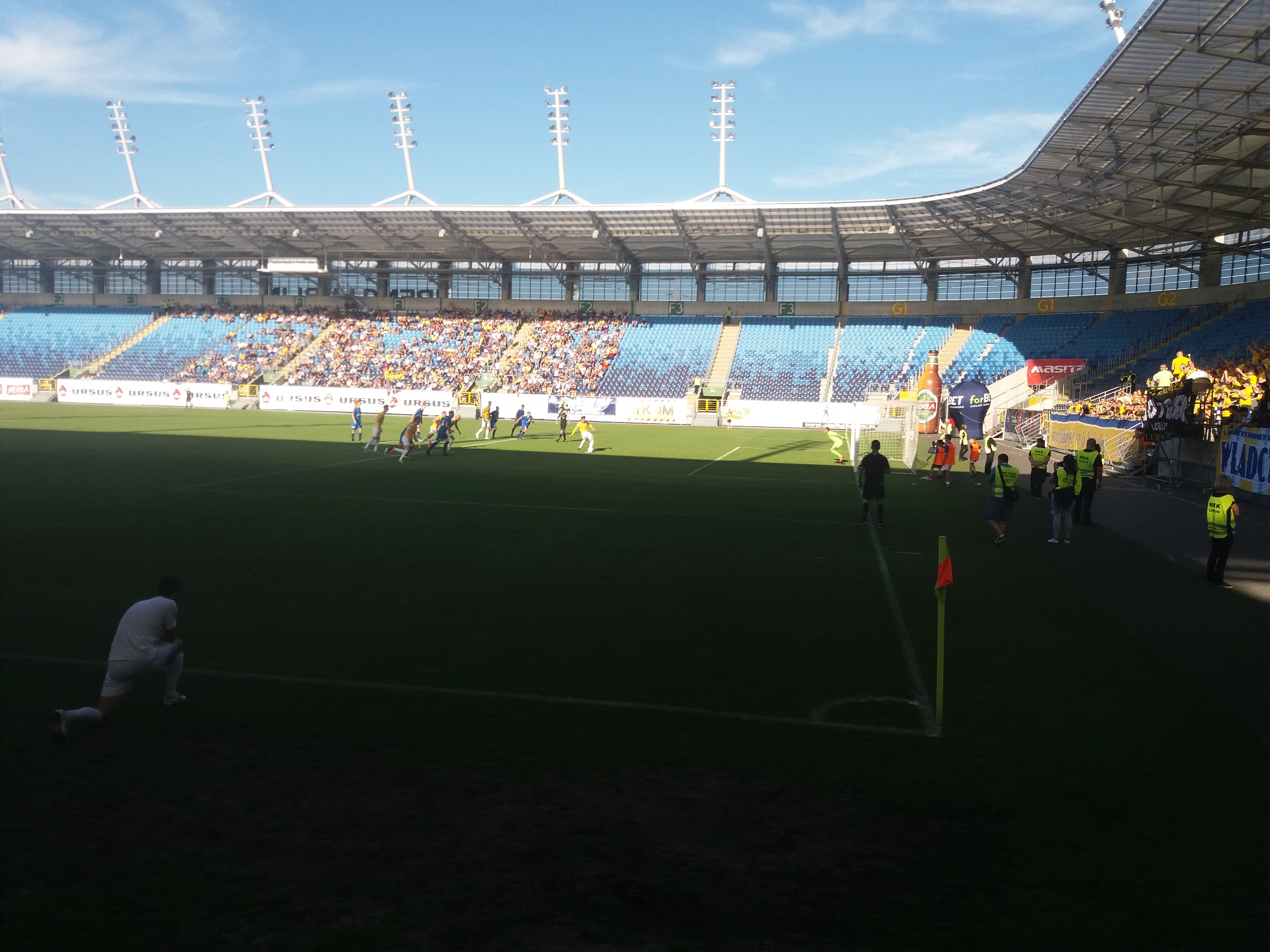
Rzut karny wykorzystany przez Artura Gieragę w meczu Motor – Unia Tarnów rozegranym 3 czerwca 2017

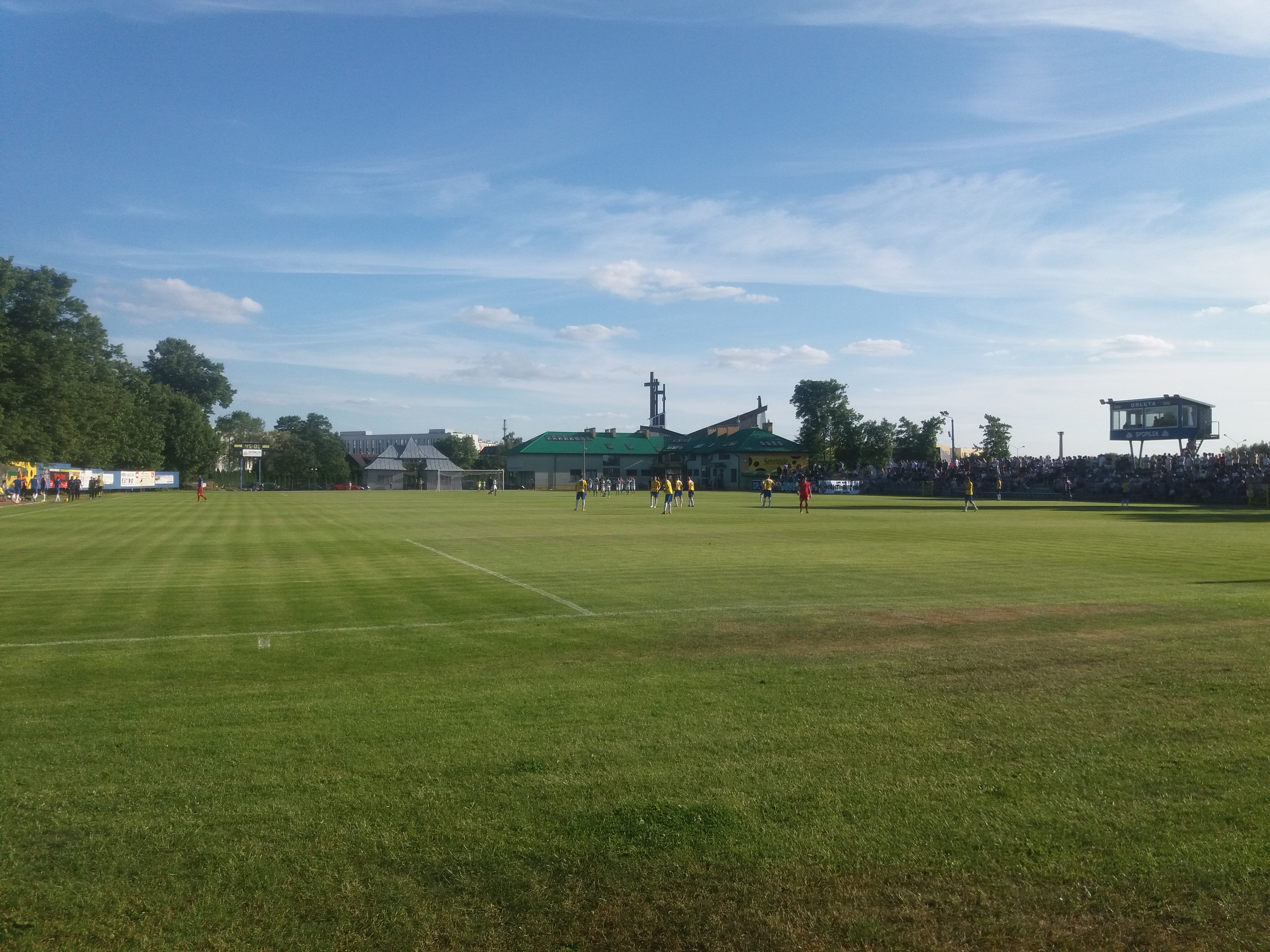
Orleta Radzyń Podlaski – Motor Lublin (11 czerwca 2017)

W przerwie letniej piłkarze Motoru do treningów powrócili 7 lipca 2016, a pierwszy sparing zagrali dziewięć dni później z Polonią Warszawa. Do zespołu przybyli między innymi: Łukasz Zaniewski (poprzednio ŁKS 1926 Łomża), Paweł Kaczmarek (poprz. Znicz Pruszków), Yasuhiro Katō, Kamil Oziemczuk i Ivan Pecha, z którym kontrakt rozwiązano pod koniec października, odszedł Aleksander Komor do Górnika Łęczna. 
Po porażce w pierwszej kolejce spotkań z Sołą Oświęcim, nastąpiła zmiana trenera. Dotychczasowego szkoleniowca Motoru Tomasza Złomańczuka, zastąpił Jacek Magnuszewski. Pod koniec sierpnia do zespołu dołączył Damian Szpak (poprz. Orlęta Radzyń Podlaski). 23 sierpnia Motor rozegrał sparingowy mecz z Lublinianką na Wieniawie, zwyciężając 1:0 po bramce Piotra Piekarskiego. 
W grudniu 2016 nowym prezesem Motoru został Leszek Bartnicki, który zastąpił na tym stanowisku Waldemara Leszcza. W styczniu 2017 trenerem zespołu został Marcin Sasal. W przerwie zimowej odeszli Łukasz Zaniewski, Yasuhiro Katō, Damian Szpak, Piotr Piekarski, Rafał Król, Damian Falisiewicz, Iwan Dykij i Krzysztof Żukowski. Przybyli zaś Kamil Majkowski (poprz. Błękitni Raciąż), Patryk Słotwiński (poprz. Wisła Puławy), Radosław Kursa (poprz. MKS Kluczbork), Kamil Cholerzyński (poprz. Rozwój Katowice) i Slaven Juriša (wypożyczenie z Górnika Łęczna).
Do rundy wiosennej Motor przystępował z trzynastopunktową stratą do mistrza jesieni KSZO 1929 Ostrowiec Świętokrzyski. Do spotkania między obydwiema drużynami doszło 13 maja 2017. Motor do tego meczu zanotował 11 zwycięstw z rzędu w lidze i plasował się na pierwszym miejscu w tabeli mając 55 pkt, KSZO zaś na drugim 52 pkt. i jeden mecz mniej od „żółto-biało-niebieskich”. Na trzecim miejscu znajdowała się Garbarnia Kraków (52 pkt i dwa mecze zaległe). Mecz w Ostrowcu Świętokrzyskim zakończył się wynikiem remisowym 2:2. Na dwie kolejki przed końcem czołówka tabeli prezentowała się następująco:
| Poz | Klub             | M  | Pkt | Bz | Bs |
| --- | ---------------- | -- | --- | -- | -- |
| 1.  | Garbarnia Kraków | 31 | 65  | 53 | 29 |
| 2.  | Motor Lublin     | 30 | 62  | 58 | 24 |

W przypadku dwóch wygranych w dwóch ostatnich kolejkach do II ligi wszedłby Motor, jednak wyjazdowy mecz w Radzyniu Podlaskim przegrał 1:4 i awans do wyższej klasy uzyskałby jedynie w przypadku zwycięstwa z Resovią w Rzeszowie i porażki Garbarni Kraków z Unią Tarnów. Motor swoje spotkanie wygrał 3:1, jednak Garbarnia pokonała Unię 2:0 i przypieczętowała awans do II ligi.

## Mecze sparingowe
| Data                                | Przeciwnik                        | D/W | Miejsce                    | Wynik M/P | Strzelcy                                 | Źródło |  |
| ----------------------------------- | --------------------------------- | --- | -------------------------- | --------- | ---------------------------------------- | ------ |  |
|                                     |                                   |     |                            |           |                                          |        |  |
| PRZEDSEZONOWE MECZE SPARINGOWE      |                                   |     |                            |           |                                          |        |  |
|                                     |                                   |     |                            |           |                                          |        |  |
| 16 lipca 2016                       | Polonia Warszawa                  | D   | boczne boisko Areny Lublin | 1:1       | Okuniewicz 54'                           | [ 24 ] |  |
| 23 lipca 2016                       | Orlęta Radzyń Podlaski            | W   | Radzyń Podlaski            | 1:3       | Bednara 82'                              | [ 25 ] |  |
| 27 lipca 2016                       | Resovia                           | W   | Rzeszów                    | 3:0       | Oziemczuk 27', 59', Kaczmarek 61'        | [ 26 ] |  |
| 30 lipca 2016                       | Chełmianka Chełm                  | D   | boczne boisko Areny Lublin | 2:0       | Stachyra 39', Kamiński 71'               | [ 27 ] |  |
|                                     |                                   |     |                            |           |                                          |        |  |
| MECZE SPARINGOWE W PRZERWIE ZIMOWEJ |                                   |     |                            |           |                                          |        |  |
|                                     |                                   |     |                            |           |                                          |        |  |
| 21 stycznia 2017                    | Lewart Lubartów                   | D   | boczne boisko Areny Lublin | 4:0       | Martynek ?', ?', Paluch ?', Kaczmarek ?' | [ 28 ] |  |
| 25 stycznia 2017                    | Lublinianka                       | D   | boczne boisko Areny Lublin | 2:0       | Stachyra 71', Martynek 76'               | [ 29 ] |  |
| 28 stycznia 2017                    | Polonia Warszawa                  | W   | Warszawa                   | 0:7       |                                          | [ 30 ] |  |
| 11 lutego 2017                      | KSZO 1929 Ostrowiec Świętokrzyski | W   | Ostrowiec Świętokrzyski    | 1:2       | Gieraga 84' (k)                          | [ 31 ] |  |
| 18 lutego 2017                      | Chełmianka Chełm                  | D   | boczne boisko Areny Lublin | 2:0       | Kaczmarek 34', Paluch 76'                | [ 32 ] |  |
| 25 lutego 2017                      | Siarka Tarnobrzeg                 | W   | Tarnobrzeg                 | 1:6       | Majkowski 34'                            | [ 33 ] |  |

## Mecze ligowe w sezonie 2016/2017
| Data                 | Przeciwnik                        | D/W | Miejsce          | Wynik M/P | Strzelcy                                                      | Widzów | Źródło |
| -------------------- | --------------------------------- | --- | ---------------- | --------- | ------------------------------------------------------------- | ------ | ------ |
|                      |                                   |     |                  |           |                                                               |        |        |
| RUNDA JESIENNA       |                                   |     |                  |           |                                                               |        |        |
|                      |                                   |     |                  |           |                                                               |        |        |
| 6 sierpnia 2016      | Soła Oświęcim                     | D   | Arena Lublin     | 0:1       |                                                               | 2095   | [ 34 ] |
| 14 sierpnia 2016     | Cosmos Nowotaniec                 | W   | Nowotaniec       | 1:2       | Gieraga 45' (k)                                               |        | [ 35 ] |
| 17 sierpnia 2016     | JKS 1909 Jarosław                 | D   | Arena Lublin     | 2:0       | Michota 21', Stachyra 60'                                     | 1796   | [ 36 ] |
| 20 sierpnia 2016     | Spartakus Daleszyce               | D   | Arena Lublin     | 3:0       | Michota 21', Stachyra 60'                                     | 1652   | [ 37 ] |
| 27 sierpnia 2016     | Garbarnia Kraków                  | W   | Stadion Garbarni | 3:0       | Oziemczuk 57', Gieraga 62', Piekarski 69'                     |        | [ 38 ] |
| 31 sierpnia 2016     | Wierna Małogoszcz                 | D   | Arena Lublin     | 2:1       | Stachyra 19', Oziemczuk 60'                                   | 1923   | [ 39 ] |
| 3 września 2016      | Podlasie Biała Podlaska           | W   | Stadion Podlasia | 0:0       | Oziemczuk 57', Gieraga 62', Piekarski 69'                     |        | [ 40 ] |
| 10 września 2016     | Stal Rzeszów                      | D   | Arena Lublin     | 0:1       |                                                               | 2850   | [ 41 ] |
| 17 września 2016     | MKS Trzebinia-Siersza             | W   | Trzebinia        | 1:3       | Piekarski 59'                                                 |        | [ 42 ] |
| 24 września 2016     | Podhale Nowy Targ                 | D   | Arena Lublin     | 2:2       | Szpak 66', Gieraga 68' (k)                                    | 1451   | [ 43 ] |
| 1 października 2016  | Avia Świdnik                      | W   | Stadion Podlasia | 3:0       | Stachyra 45', Szysz 57', Paluch 90'                           |        | [ 44 ] |
| 12 października 2016 | KSZO 1929 Ostrowiec Świętokrzyski | D   | Arena Lublin     | 0:1       |                                                               | 2479   | [ 45 ] |
| 15 października 2016 | Karpaty Krosno                    | W   | Krosno           | 0:1       |                                                               |        | [ 46 ] |
| 30 października 2016 | Unia Tarnów                       | W   | Stadion Unii     | 1:1       | Więcek 33' (sam)                                              |        | [ 47 ] |
| 5 listopada 2016     | Orlęta Radzyń Podlaski            | D   | Arena Lublin     | 3:0       | Kaczmarek 82', Szpak 90', 90+'                                | 1351   | [ 48 ] |
| 12 listopada 2016    | Resovia                           | D   | Arena Lublin     | 1:1       | Gieraga 81' (k)                                               | 1784   | [ 49 ] |
|                      |                                   |     |                  |           |                                                               |        |        |
| RUNDA WIOSENNA       |                                   |     |                  |           |                                                               |        |        |
|                      |                                   |     |                  |           |                                                               |        |        |
| 10 marca 2017        | Cosmos Nowotaniec                 | D   | Arena Lublin     | 2:0       | Szysz 9', 37'                                                 | 2415   | [ 50 ] |
| 18 marca 2017        | JKS 1909 Jarosław                 | W   | Jarosław         | 2:1       | Cholerzyński 7', Stachyra 12'                                 |        | [ 51 ] |
| 26 marca 2017        | Spartakus Daleszyce               | W   | Daleszyce        | 2:1       | Michota 21', Stachyra 60'                                     |        | [ 52 ] |
| 29 marca 2017        | Soła Oświęcim                     | D   | Arena Lublin     | 3:1       | Oziemczuk 10', Kursa 87' (k), 90' (k)                         | 2095   | [ 53 ] |
| 1 kwietnia 2017      | Garbarnia Kraków                  | D   | Arena Lublin     | 2:0       | Kamiński 66', Oziemczul 87'                                   | 3050   | [ 54 ] |
| 8 kwietnia 2017      | Wierna Małogoszcz                 | W   | Małogoszcz       | 4:2       | Gieraga 35' (k), 52' (k), Kaczmarek 65', Majkowski 73'        | 300    | [ 55 ] |
| 15 kwietnia 2017     | Podlasie Biała Podlaska           | D   | Arena Lublin     | 3:1       | Oziemczuk 69', Gieraga 76' (k), Kamiński 81'                  | 3215   | [ 56 ] |
| 22 kwietnia 2017     | Stal Rzeszów                      | W   | Stadion Stali    | 2:0       | Oziemczuk 16', 43'                                            |        | [ 57 ] |
| 28 kwietnia 2017     | MKS Trzebinia-Siersza             | D   | Arena Lublin     | 5:1       | Oziemczuk 27', Gieraga 37' (k), Paluch 54', 64', Tymosiak 86' | 2317   | [ 58 ] |
| 3 maja 2017          | Podhale Nowy Targ                 | W   | Nowy Targ        | 1:0       | Gieraga 45'                                                   | 400    | [ 59 ] |
| 7 maja 2017          | Avia Świdnik                      | D   | Arena Lublin     | 2:0       | Majkowski 62', 85'                                            | 4175   | [ 60 ] |
| 13 maja 2017         | KSZO 1929 Ostrowiec Świętokrzyski | W   | Stadion KSZO     | 2:2       | Tymosiak 9', Sołtykiewicz 14' (sam)                           |        | [ 21 ] |
| 20 maja 2017         | Karpaty Krosno                    | D   | Arena Lublin     | 3:1       | Cholerzyński 25', Gieraga 55' (k), Kaczmarek 64'              | 2702   | [ 61 ] |
| 3 czerwca 2017       | Unia Tarnów                       | D   | Arena Lublin     | 3:0       | Szysz 34', Gieraga 37', 62' (k)                               | 3945   | [ 62 ] |
| 11 czerwca 2017      | Orlęta Radzyń Podlaski            | W   | Radzyń Podlaski  | 1:4       | Majkowski 19'                                                 |        | [ 22 ] |
| 17 czerwca 2017      | Resovia                           | W   | Rzeszów          | 3:1       | Paluch 31', Słotwiński 36', Tadrowski 58'                     |        | [ 23 ] |

## Kadra
| Numer      | Zawodnik           | Data ur.   | Występy        | Bramki         |                |                | Występy        | Bramki         |                |                | Występy   | Bramki    | Poprzedni klub               |
| Numer      | Zawodnik           | Data ur.   | RUNDA JESIENNA | RUNDA JESIENNA | RUNDA JESIENNA | RUNDA JESIENNA | RUNDA WIOSENNA | RUNDA WIOSENNA | RUNDA WIOSENNA | RUNDA WIOSENNA | SEZON     | SEZON     | Poprzedni klub               |
| Bramkarze  | Bramkarze          | Bramkarze  | Bramkarze      | Bramkarze      | Bramkarze      | Bramkarze      | Bramkarze      | Bramkarze      | Bramkarze      | Bramkarze      | Bramkarze | Bramkarze | Bramkarze                    |
| ---------- | ------------------ | ---------- | -------------- | -------------- | -------------- | -------------- | -------------- | -------------- | -------------- | -------------- | --------- | --------- | ---------------------------- |
| 1          | Krzysztof Żukowski | 26.03.1985 | 4              |                |                |                | —              | —              | —              | —              | 4         |           | Karpaty Krosno               |
| 13         | Paweł Socha        | 13.08.1991 | 11             |                |                |                | 15             |                | 1              |                | 26        |           | Lublinianka                  |
| 31         | Mateusz Zając      | 13.04.1996 | —              | —              | —              | —              | 1              |                |                |                | 1         |           | Wisła Kraków                 |
| 31         | Maciej Zagórski    | 8.03.1996  | 1              |                |                |                | —              | —              | —              | —              | 1         |           | wychowanek                   |
| Obrońcy    |                    |            |                |                |                |                |                |                |                |                |           |           |                              |
| 3          | Michał Kowalczyk   | 11.04.1997 | 9 (1)          |                | 1              |                | 0 (2)          |                |                |                | 9 (3)     |           | wychowanek                   |
| 5          | Radosław Kursa     | 12.01.1989 | —              | —              | —              | —              | 4              | 2              | 1              |                | 4         | 2         | MKS Kluczbork                |
| 5          | Piotr Kożuchowski  | 5.01.1999  | 1              |                | 1              |                | —              | —              | —              | —              | 1         |           | wychowanek                   |
| 8          | Patryk Słotwiński  | 27.04.1992 | —              | —              | —              | —              | 16             | 1              | 2              |                | 16        | 1         | Wisła Puławy                 |
| 8          | Damian Falisiewicz | 16.07.1987 | 12 (1)         |                | 1              |                | —              | —              | —              | —              | 12 (1)    |           | Flota Świnoujście            |
| 17         | Julien Tadrowski   | 17.05.1993 | 14             |                | 3              |                | 13 (1)         | 1              | 5              |                | 27 (1)    | 1         | Widzew Łódź                  |
| 19         | Marcin Michota     | 8.07.1997  | 10 (4)         | 1              | 1              |                | 13 (3)         |                | 2              |                | 23 (7)    | 1         | wychowanek                   |
| 28         | Mateusz Chyła      | 7.04.1999  | —              | —              | —              | —              | 0 (2)          |                |                |                | 0 (2)     |           | wychowanek                   |
| 30         | Artur Gieraga      | 4.05.1988  | 16             | 4              | 2              |                | 15             | 10             | 4              |                | 31        | 14        | GKS Tychy                    |
| 38         | Ivan Pecha         | 23.01.1986 | 2              |                | 1              |                | —              | —              | —              | —              | 2         |           | Levadia Tallinn              |
| 77         | Iwan Dykyj         | 6.07.1984  | 12             |                | 2              |                | —              | —              | —              | —              | 12        |           | Ruch Winniki                 |
| Pomocnicy  |                    |            |                |                |                |                |                |                |                |                |           |           |                              |
| 6          | Tomasz Tymosiak    | 19.03.1993 | 15 (1)         |                | 3              |                | 13 (1)         | 2              | 2              |                | 28 (2)    | 2         | Orlęta Radzyń Podlaski       |
| 7          | Piotr Piekarski    | 26.06.1993 | 9 (7)          | 3              | 1              |                | —              | —              | —              | —              | 9 (7)     | 3         | Bruk-Bet Termalica Nieciecza |
| 9          | Paweł Kaczmarek    | 1.07.1985  | 16             | 2              | 2              |                | 15             | 2              | 1              |                | 31        | 4         | Znicz Pruszków               |
| 10         | Rafał Król         | 16.01.1989 | 6 (1)          |                | 1              |                | —              | —              | —              | —              | 6 (1)     |           | AÉ Dóxa Kranoúlas            |
| 16         | Konrad Gąsiorowski | 24.09.1996 | 0 (2)          |                |                |                | —              | —              | —              | —              | 0 (2)     |           | Stal Poniatowa               |
| 18         | Kamil Stachyra     | 7.02.1998  | 11 (5)         | 3              | 2              |                | 11 (4)         | 1              | 1              |                | 22 (9)    | 4         | wychowanek                   |
| 20         | Olaf Martynek      | 13.03.1998 | —              | —              | —              | —              | 0 (1)          |                |                |                | 0 (1)     |           | Legia Warszawa               |
| 20         | Przemysław Koszel  | 10.06.1998 | —              | —              | —              | —              | 0 (1)          |                |                |                | 0 (1)     |           | Stal Mielec                  |
| 21         | Jakub Bednara      | 2.10.1997  | 4              |                |                |                | —              | —              | —              | —              | 4         |           | wychowanek                   |
| 23         | Szymon Kamiński    | 30.01.1998 | 2 (6)          |                |                |                | 12 (2)         | 2              | 3              |                | 14 (8)    | 2         | wychowanek                   |
| 25         | Kamil Oziemczuk    | 29.03.1988 | 8              | 1              | 2              |                | 11 (2)         | 5              |                |                | 19 (2)    | 6         | Avia Świdnik                 |
| 33         | Slaven Juriša      | 28.01.1992 | —              | —              | —              | —              | 0 (11)         |                | 3              |                | 0 (11)    |           | Górnik Łęczna                |
| 64         | Kamil Cholerzyński | 29.03.1988 | —              | —              | —              | —              | 11 (1)         | 2              | 2              |                | 11 (1)    | 2         | Rozwój Katowice              |
| 93         | Bartłomiej Tkaczuk | 7.02.1999  | —              | —              | —              | —              | 0 (2)          |                |                |                | 0 (2)     |           | wychowanek                   |
| Napastnicy |                    |            |                |                |                |                |                |                |                |                |           |           |                              |
| 7          | Kamil Majkowski    | 4.02.1989  | —              | —              | —              | —              | 11 (4)         | 4              | 3              |                | 11 (4)    | 4         | Błękitni Raciąż              |
| 11         | Paweł Myśliwiecki  | 2.03.1990  | 0 (1)          |                |                |                | 0 (6)          |                |                |                | 0 (7)     |           | Hetman Żółkiewka             |
| 14         | Damian Szpak       | 22.09.1993 | 5 (4)          | 2              |                |                | —              | —              | —              | —              | 5 (4)     | 2         | Orlęta Radzyń Podlaski       |
| 15         | Patryk Szysz       | 1.04.1998  | 5 (7)          | 1              | 2              | 1              | 9 (3)          | 3              | 3              |                | 14 (10)   | 4         | Górnik Łęczna                |
| 20         | Łukasz Zaniewski   | 26.07.1991 | 5 (7)          |                | 1              |                | —              | —              | —              | —              | 5 (7)     |           | ŁKS 1926 Łomża               |
| 55         | Yasuhiro Kato      | 26.07.1991 | 1 (3)          | 1              |                |                | —              | —              | —              | —              | 1 (3)     |           | NK Drava Ptuj                |
| 94         | Michał Paluch      | 14.02.1994 | 0 (4)          | 1              | 1              |                | 7 (9)          | 3              |                |                | 7 (13)    | 4         | Siarka Tarnobrzeg            |